# Neikovo, Sliven
Neikovo (în bulgară Нейково) este un sat în comuna Kotel, regiunea Sliven,  Bulgaria. 

## Demografie
Componența etnică a satului Neikovo
     Bulgari (97,69%)
     Romi (1,72%)
     Nicio identificare (0,57%)
     Altele (0%)
La recensământul din 2011, populația satului Neikovo era de 347 locuitori. Din punct de vedere etnic, majoritatea locuitorilor (97,69%) erau bulgari, cu o minoritate de romi (1,72%). Pentru 0,57% din locuitori nu este cunoscută apartenența etnică.